# Les Encantadas ou Îles Enchantées
Les Encantadas ou Îles Enchantées est une nouvelle d'Herman Melville publiée en 1854 dans la revue Putnam's Monthly Magazine.

## Historique
Les Encantadas ou Îles Enchantées par Salvator R. Tarnmoor est une nouvelle d'Herman Melville publiée en 1854 dans la revue Putnam's Monthly Magazine puis en 1856 dans le recueil de nouvelles The Piazza Tales (traduit en français par Les Contes de la véranda).
Entre 1841 et 1843, Melville navigua dans Les Encantadas, l'archipel des Galapagos, et visita quelques-unes des îles. Pour écrire ces dix esquisses ou croquis, il s'inspire de récits de voyage anglais et américains des XVIIIe et XIXe siècles.

## Résumé
Dans les deux premières esquisses, Melville présente d'une manière générale les Encantadas et les tortues géantes qui leur ont donné leur autre nom Galapagos, tortue en espagnol. Le roc Rodondo (ou rocher Redonda) à la pointe nord-ouest de Albemarle (ou Isabela) est l'objet des deux esquisses suivantes, le sommet du roc offrant une vue panoramique sur les îles Enchantées. La cinquième esquisse relate un épisode du voyage d'exploration du capitaine Porter : en 1813, sa frégate, l'Essex, donna la chasse à un baleinier anglais près des falaises de Rodondo. La sixième est consacrée à l'île de Barrington (Santa Fé) et la septième à l'île de Charles (Floreana). Dans la huitième esquisse, Melville raconte l'histoire de Hunilla, une veuve chola abandonnée sur l'île de Norfolk (Santa Cruz); dans la neuvième, c'est celle d'Oberlus, un ermite de l'île de Hood (Española) et pour finir Melville évoque, dans la dixième, tous les fugitifs, naufragés, solitaires, etc. enterrés sur ces îles « enchantées ».

## Éditions en anglais
- Les Encantadas ou Îles Enchantées, dans la revue Putnam's Monthly Magazine de mars 1854.
- Les Encantadas ou Îles Enchantées, chez l'éditeur Dix & Edwards à New York, 1856.

## Traductions en français
- Les Encantadas ou Îles Enchantées, traduit par Pierre Leyris, Paris, Plon, 1937
- Les Encantadas ou Îles Enchantées, traduction revue par Philippe Jaworski, Herman Melville, Œuvres, IV , Bibliothèque de la Pléiade, éditions Gallimard, 2010.